# Рончевская, Людмила Алексеевна
Рончевская Людмила Алексеевна (5 апреля 1907, Владивосток, Российская империя — 9 января 1995, Санкт-Петербург, Российская Федерация) — российская советская художница, живописец, член Санкт-Петербургского Союза художников (до 1992 года — Ленинградской организации Союза художников РСФСР).

## Биография
Рончевская Людмила Алексеевна родилась 5 апреля 1907 года во Владивостоке. Её отец Рончевский Алексей Данилович (1856—1914) был главным хирургом военного госпиталя, председателем Общества изучения Амурского края, мать Рончевская (в девичестве Соколовская) Людмила Александровна (1871—1949) — педагогом по вокалу. В 1923 окончила среднюю трудовую школу и поступила в ленинградский ВХУТЕИН. Занималась у С. В. Присёлкова, К. С. Петрова-Водкина. В 1928 окончила институт по мастерской К. С. Петрова-Водкина с присвоением звания художника монументальной живописи. Дипломная работа — роспись центрального зала в павильоне искусств для Международной выставки в Ленинграде.
После окончания института работала над выполнением оформительских заказов, участвовала в выставках АХР. В 1932—1934 годах преподавала живопись и рисунок на рабфаке при ЛИЖСА ВАХ. В 1935 занималась на курсах повышения квалификации при ЛИЖСА у А. Савинова и С. Абугова. В 1936 совершила поездку в Таджикистан, результатом которой стало написание ряда этюдов. В 1937—1940 годах работала по заказам Музея Революции, для которого исполнила несколько картин на историко-революционную тему: «С. М. Киров в Астрахани» (1937), «Батумская демонстрация» (1938), «Первая борозда» (1939). В 1940 году была принята в члены Ленинградского Союза советских художников. После начала войны оставалась в Ленинграде, окончила курсы медсестёр и работала в госпитале. В 1942—1944 находилась в распоряжении политуправления Ленинградского фронта и занималась организацией шефской работы в воинских частях. Награждена медалями «За оборону Ленинграда» и «За доблестный труд в Великой Отечественной войне».
Участвовала в выставках с 1944 года, экспонируя свои работы вместе с произведениями ведущих мастеров изобразительного искусства Ленинграда. В послевоенные годы занималась главным образом пейзажной живописью, работала по договорам с Художественным фондом РСФСР. В 1950—1970 годы совершила поездки в Армению, Переславль-Залесский, неоднократно работала в домах творчества художников в Старой Ладоге и Горячем Ключе. Посетила Норвегию, Швейцарию. Среди произведений, созданных Л. Рончевской, картины «Ленинград в блокаде», «Лето 1942 года», «Эвакуация Эрмитажа» (все 1942), «Вход в Эрмитаж» (1957), «Аллея в Гарни», «Арарат в тумане» (обе 1958), «Зимующие корабли» (1959), «Гарнийские горы», «Цветущий палисадник» (обе 1960), «Раскопки в горах», «Совхозная улица» (обе 1961), «Деревня Чернавино» (1962), «Волго-Балт на рассвете» (1966), «Норвегия. Вечерний Берген», «Норвегия. Горное озеро» (обе 1968), «Сан-Готтардский перевал» (1970), «Тополя» (1971), «Дымы в горах» (1973), «Линкор у Горного института. 1943 год» (1975), «Голубое селение» (1979), «Кубанские женщины» (1980) и другие.
Скончалась 9 января 1995 года в Санкт-Петербурге на 88-м году жизни.
Произведения Л. А. Рончевской находятся в музеях и частных собраниях в России и за рубежом.

## Выставки
- 1957 год (Ленинград): 1917 - 1957. Выставка произведений ленинградских художников, .
- 1958 год (Ленинград): Осенняя выставка произведений ленинградских художников.
- 1960 год (Ленинград): Выставка произведений ленинградских художников.
- 1961 год (Ленинград): «Выставка произведений ленинградских художников» .
- 1962 год (Ленинград): "Осенняя выставка произведений ленинградских художников".
- 1975 год (Ленинград): Выставка произведений художников-женщин Ленинграда.
- 1980 год (Ленинград): Зональная выставка произведений ленинградских художников.
- 1984 год (Ленинград): Подвигу Ленинграда посвящается. Выставка произведений ленинградских художников, посвященная 40-летию полного освобождения Ленинграда от вражеской блокады.